# Шлемасти курасо
Шлемасти курасо (лат. Pauxi pauxi) је врста птице из рода Pauxi, породице Cracidae. Живи на надморској висини између 500 и 2.200 m.

## Опис
Досеже укупну дужну тела до 91 сантиметар. Мужјаци су тешки око 3,6 килограма, а женке су тешке 2,6 килограма. Одликује се маленом главом и плавкасто-сивом „кацигом” на челу. Кљун јој је црвене боје, док репно перје има беле врхове. Перје остатка тела је црно са зеленкастим сјајем, као и оно на прсима, а у доњем делу тела перје је беле боје. Оба пола су слична, нема превише знакова сполног диморфизма. Постоји ретки облик женке с црвенкасто-смеђим перјем с црним пругама.
Прехрана јој се састоји углавном од семена, плодова, кукаца и малих животиња. Женка у марту и априлу у гнездо на висини између 4 и 6 m полаже два јаја кремасте боје, која инкубира 30-34 дана.

## Таксономија
Има две подврсте:
Живи у планинском ланцу Кордиљера де Мерида у северозападној Венецуели према планинском ланцу Кордиљера Ориентал у Колумбији. Има већу „кацигу”, јајоликог облика.
Живи на планинском ланцу Сијера де Периха између Колумбије и Венецуеле. Има мању „кацигу”, мање лоптастог, више цилиндричног облика.